# Gidon Saks
Gidon Saks (nacido en Israel en 1960) es un cantante operístico, caracterizado por su impresionante voz de bajo. Pasó su juventud en Sudáfrica, antes de trasladarse al Reino Unido a estudiar en el Royal Northern College of Music.
Desde su debut con la Compañía de ópera canadiense, ha cantado en Covent Garden, la Ópera de París, la de San Francisco, la Ópera Estatal de Berlín, la Gran Ópera de Houston, el Teatro Real de Madrid, la Ópera de Nueva York, Teatro Real de la Moneda de Bruselas, Ópera Nacional Inglesa, Ópera Nacional Galesa, Ópera Escocesa, Nueva ópera israelí y el Gran Teatro de Ginebra. 
También ha intervenido en el Festival Klangbogen en Viena, y recientemente como Hagen (El ocaso de los dioses) en la Ópera de Seattle y en Londres para la ópera nacional inglesa, Pizarro (Fidelio) y Kaspar (El cazador furtivo) para la ópera estatal alemana, Felipe II (Don Carlos) en Ginebra y Palermo, papel titular de Borís Godunov en Londres y Toronto, Claggart (Billy Budd) en París, Nick Shadow (El progreso del libertino) en Londres, Daland (El holandés errante) y Kochubei (Mazepa) para la Ópera Nacional Galesa. 
Entre los personajes que tiene planeado incorporar a su repertorio están Hunding (La valquiria), Hagen (El ocaso de los dioses), y su primer Scarpia (Tosca) con la Ópera Nacional de Washington.
Entre sus grabaciones están: Saul (rol titular, Händel), Hércules (rol titular), Appollyon y Lord Hate-Good (El progreso del peregrino de Ralph Vaughan Williams). 
Ha aparecido en versiones de película de Anna Bolena y El Mikado.
Saks es igualmente fundador y director artístico de Opera Garden, el proyecto de ópera del Festival internacional de la juventud de Aberdeen. Imparte clases magistrales vocales en varias instituciones y es miembro del Real Conservatorio de Gante.